# Transmetal
Transmetal est un groupe de death et thrash metal mexicain, originaire de Ciudad Azteca, Mexico. Formé en janvier 1987, le groupe joue, au fil de son existence, avec d'autres groupes comme Slayer, Sodom, Kreator, Death, Malevolent Creation, Sepultura, Obituary, Destruction, Sacred Reich, Napalm Death, Dark Angel, Nuclear Assault, Testament, Morbid Angel, Deicide, Cannibal Corpse, Overkill, Sadus, Monstrosity et Unleashed. 
Le groupe effectue également des tournées au Mexique, mais aussi dans des pays comme la Colombie, la Bolivie, le Pérou, les États-Unis et le Nicaragua (en juillet 2016). Ils participent à des festivals comme le Vive latino 2007. L'un des meilleurs albums de Transmetal s'intitule El Infierno de Dante, considéré comme un classique du metal mexicain. En 2014, le groupe compte plus d'une vingtaine d'albums à son actif. 

## Biographie

### Débuts (1986–1992)
Le groupe est formé à Ciudad Azteca, Mexico. En 1985, après des mois de répétitions et préparations, le groupe fait ses débuts sous le nom de Temple de Acero. Les débuts étaient si incertains que le groupe fait plusieurs changement de membres ; il faut attendre un an pour que le groupe se stabilise et commence à avoir une certaine notoriété locale. C'est en réalité un montage photo publié dans le magazine local Connect qui les fait sortir de l'anonymat. À cette période, le groupe joue des reprises de chansons de groupes comme Celtic Frost, Scorpions, Black Sabbath ou Accept, alternées à quelques chansons originales. En hiver 1986, deux membres décident de quitter le groupe. En 1987, Javier et Juan Partida invitent à Alberto Pimentel (futur chanteur de Leprosy), un ami commun avec lequel ils forment désormais le groupe Transmetal. Après quelques jours, ils persuadent Lorenzo Partida de devenir leur bassiste pendant un certain temps, puis à temps plein. En 1988, ils jouent une seule et unique fois les 24 et 25 septembre au Palais Omnisports de Paris-Bercy, en France, aux côtés d'Iron Maiden, Anthrax et Helloween.
Le premier album studio du groupe s'intitule Muerto en la Cruz, produit par Eric Meyer. Après avoir enregistré le troisième album du groupe, Sepelio en el Mar, Alberto Pimentel quitte le groupe pour former son projet solo, et est remplacé par Alejandro González (ex-chanteur du groupe Allusion), peu de temps avant l'arrivée de Juan Carlos Camarena comme second guitariste. La nouvelle formation effectue l'enregistrement d'un album studio publié en décembre 1990 au Mexique sous le titre Zona Muerta, joué en direct à la célèbre tournée New Titans over Mexico Tour aux côtés de Sepultura, Sacred Reich et Napalm Death en 1991. Grâce à cette apparitions, ils joueront avec des groupes internationaux tels que Deicide, Sick of it All et Nuclear Assault au festival Mexican Mosh en 1992. Cette même année assiste à la montée en popularité du groupe, et le départ de ses deux nouveaux membres qui ont été licenciés après la sortie du premier double album live de Transmetal enregistré à Mexico.

### El Infierno de DanteetMéxico bárbaro(1993–1997)
Alberto Pimentel revient pour la première grande tournée du groupe à travers le Mexique, partagée avec Arbiter et Mortuary. Cette tournée est la plus grande jamais effectuée par Transmetal. Ils joueront en mars 1993 avec les plus grands groupes nord-américains de leur temps au festival Mexican Mosh aux côtés de Kreator, Overkill et Monstrosity, entre autres.
Ils ont également l'honneur de signer avec Discos Denver, le plus important label indépendant mexicain grâce auquel ils effectuent leur premier enregistrement en studio à l'étranger, aux Morrisound  Recordings de Tampa, en Floride, en septembre 1993, avec la participation de grandes personnalités comme le chanteur Glen Benton du groupe Deicide, et tout cela sous la houlette du producteur Scott Burns.
El Infierno de Dante sort par la suite, et est considéré par la presse spécialisée comme un classique du metal mexicain, édité à 10 000 exemplaires en versions espagnole et anglaise. Trois ans plus tard, en 1996, le groupe publie son nouvel album, México bárbaro, produit par Scott Burns aux Morrisound Recordings. George « Corpsegrinder » Fisher - chanteur du Cannibal Corpse - participe aux chansons México Bárbaro et Elegiaco. Après la tournée en soutien à l'album, et l'invitation du groupe sur la chaîne MTV Latino à Miami, en Floride, Alberto Pimentel quitte définitivement le groupe pour se consacrer à une carrière solo.

### Las alas del emperador(1998–2000)
Malgré des rumeurs sur une éventuelle séparation du groupe après le départ de Pimentel, les frères Partida partent à l'été 1998 aux CRC de Chicago pour rejoindre le producteur Jeff Lane et commencer à faire un nouvel album qui pourrait prendre le titre de Las alas del emperador. Dans l'album, le groupe reprend la chanson Motörhead en espagnol, ce qui a été un succès. Las alas del emperador est publié en juillet 1999 lors d'une grande manifestation organisée dans un lieu emblématique de metal au Mexique, à l'Arena Adolfo Lopez Mateos, de Tlalnepantla, où ils enregistrent et filment leur concert pour un double album live et une vidéo intitulée XIII años en vivo

### DeDebajo de los cielos púrpuraàEl amor supremo(2000–2006)
En juillet 2000, cherchant toujours à améliorer leurs productions, le groupe se déplace à Hammond, dans l'Indiana, aux États-Unis, et rencontrent le musicien et producteur Mike Sheffield avec lequel ils s'identifient immédiatement et commencent à travailler sur deux nouveaux projets, Debajo de los Cielos Púrpura et Tristeza de Lucifer. Après l'enregistrement et le mixage des deux albums, le groupe retourne au Mexique pour finaliser et préparer sa première tournée en Amérique du Sud, qui débutera à la mi-août 2000 à Bogota, en Colombie, devant plus de 1 000 personnes. Ils tournent ensuite dans des villes comme Manizales et Cali en Colombie ; Quito (devant plus de 3 000 personnes en un seul spectacle) et Cuenca en Équateur ; Lima et Arequipa au Pérou ; et La Paz et Santa Cruz en Bolivie. Debajo de los cielos Púrpura est publié en septembre et octobre la même année, et s'accompagne d'une tournée de plus de 30 dates à travers les États-Unis.
En septembre 2002, le groupe revient avec un nouvel album, intitulé El amor supremo, cette fois expérimental, qui comprend des morceaux de claviers enregistrés au Studio 880 de San Pablo, en Californie, et est produit par James Murphy (ancien guitariste des groupes comme Cancer, Death, Disincarnate, Testament et Konkhra). L'album les présente pour la première fois en Amérique centrale et leur permet de jouer dans des pays comme El Salvador. Le succès de cette première prise en Amérique centrale dépasse les attentes, figurant dans les grands journaux régionaux et attirant l'attention des télévisions et des radios. En 2004, le groupe annonce la sortie d'un album comprenant 12 chansons reprises de groupes comme Scorpions, AC/DC et Celtic Frost.

### Nouveaux albums (depuis 2007)
En 2007, un album intitulé 20 Años Ondeando la Bandera del Metal, est publié en hommage aux 20 ans de scène du groupe, et s'accompagne d'une tournée à Quito, en Équateur, avec la participation du chanteur Leonardo Camacho (ex-Yakatarma, ex-Exenferis), sur la chanson Flotando en las Aguas Negras. En 2008, Transmetal publie son album Odyssey in the Flesh, un album très technique. En juin 2009, le groupe est confirmé pour le Mezcal Metal Fest organisé le 13 septembre 2009 au Vive Cuervo Salon de Mexico,,.
En 2011, à travers le label de Lorenzo Partida, Les Mazakuata Records, Transmetal édite son album Decadencia en la Modernidad avec  Christ Menpart au chant. En juillet 2015, le groupe atteint la deuxième place du top 10 des meilleurs groupes de metal mexicains établi par le magazine OC Weekly.

## Membres

### Membres actuels
- Sergio Burgos Velasco - voix (depuis 2014)
- Juan Partida Bravo - guitare solo (depuis 1987)
- Arturo Cabrera - guitare rythmique (depuis 2015)
- Lorenzo Partida Bravo - basse (depuis 1987)
- Javier Partida Bravo - batterie (depuis 1987)

### Anciens membres
- Chris Menpart - voix (2009-2014)
- Alejandro González - voix (1990-1992)
- Bruno Blázquez González - voix (2005-2007)
- Mauricio Torres - voix (1998-2004)
- Alberto Pimentel - voix (1987-1990, 1992-1998, 2007-2009)
- Juan Carlos Camarena - guitare rythmique (1990-1992)
- Arturo Huizar - voix (1998)
- Ernesto Torres - guitare rythmique (1998-2004)
- Antonio Tenorio - guitare rythmique (2005-2007)

## Discographie

### Albums studio
- 1988 : Muerto en la cruz
- 1989 : Desear un Funeral
- 1990 : Sepelio en el Mar
- 1991 : Zona muerta
- 1992 : Amanecer en el mausoleo
- 1992 : Burial at Sea
- 1993 : El infierno de Dante
- 1993 : Crónicas de dolor
- 1996 : El llamado de la hembra
- 1996 : México bárbaro
- 1998 : Las alas del emperador
- 2000 : Debajo de los cielos púrpura
- 2001 : Tristeza de Lucifer
- 2002 : El amor supremo
- 2004 : Lo podrido corona la inmensidad
- 2005 : Temple de acero
- 2005 : El despertar de la adversidad
- 2006 : Progresión neurótica
- 2007 : 20 años ondeando la bandera del metal
- 2008 : Odyssey in the Flesh
- 2011 : Decadencia en la Modernidad
- 2012 : Indestructible
- 2014 : Peregrinación a la Cabeza de Cristo'

### Albums live
- 1992 : En Vivo Vol.1 y Vol. 2
- 2000 : XIII Años En Vivo Vol.1 y Vol.2
- 2010 : En Vivo Desde Tijuana
- 1992 : Desde lo más Profundo del Infierno

### Compilations
- 1995 : Veloz y devastador metal
- 2013 : Clásicos
- 2015 : Clásicos II